# 刘姬
刘姬（?—?），东汉明帝刘庄的女儿，生母、出生次序、生卒没有记载。
她是汉明帝女儿中的第一个受封公主的。永平二年（59年），父亲汉明帝册封刘姬为获嘉长公主。《后汉书·卷十下》曰“漢制，皇女皆封縣公主，儀服同列侯。其尊崇者，加號長公主，儀服同蕃王。”刘姬嫁给杨邑侯将作大匠冯柱。她与冯柱之子冯石，冯石在刘懿的时候，成为太傅。